# Tataki

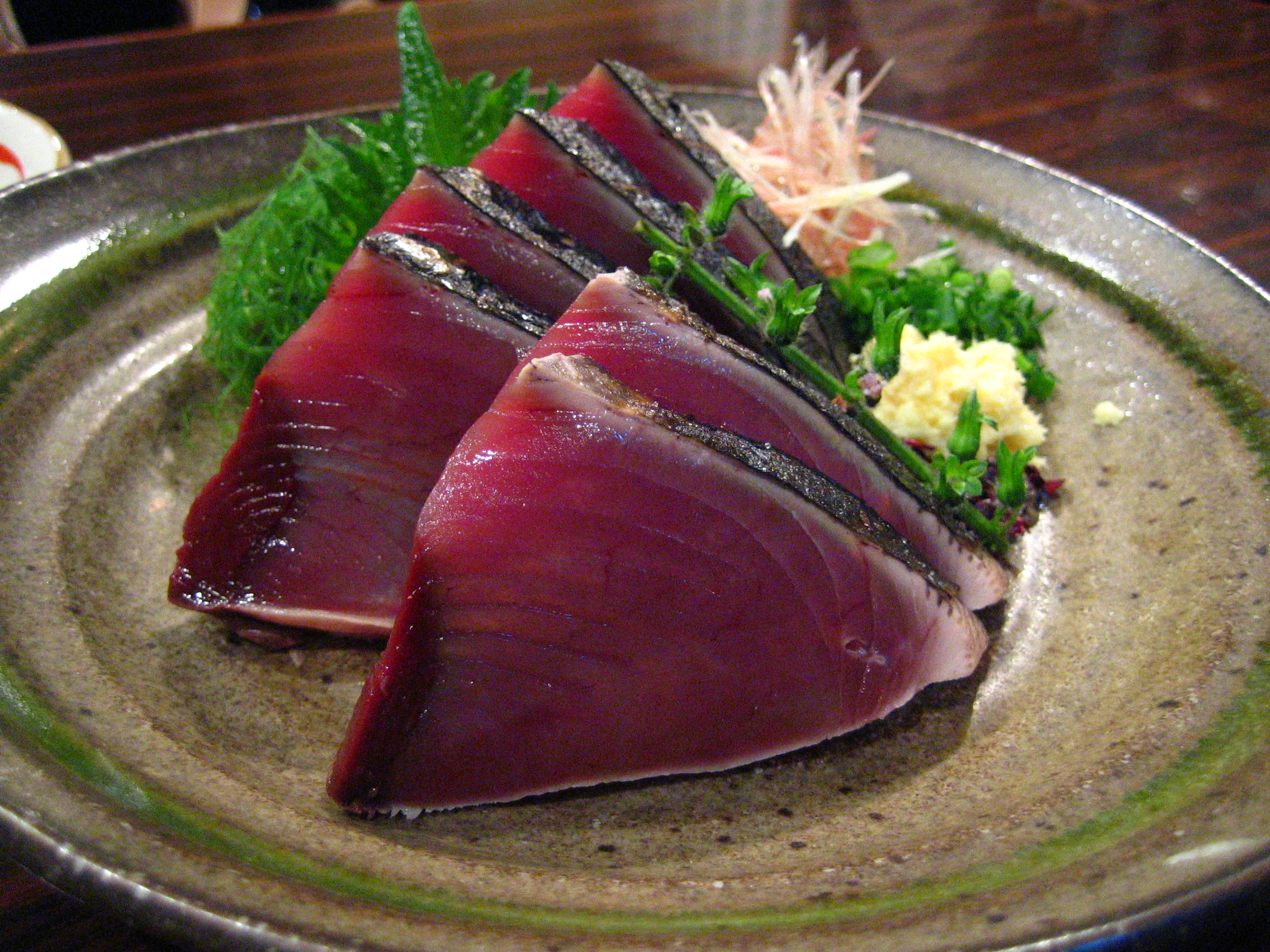
Tataki de Bonito.

Tataki (em japonês: たたき, lit. "golpeado", "despedaçado"), também chamado de tosa-mi, é uma maneira de preparar o peixe ou a carne na culinária japonesa. A carne ou peixe é selado, grelhado muito levemente, sobre uma chapa quente ou direto no fogo, ficando tostado por fora e cru por dentro. Recomenda-se que logo depois de grelhar seja colocado na água ou vinagre gelado. Pode ser marinado no vinagre, cortado em fatias pequenas e temperado com gengibre (puro ou batido em uma pasta, método que deu origem ao nome). Pode ser temperado com shoyu (molho de soja) a gosto.
O método tem origem na província de Tosa, hoje parte da província de Kochi. Há uma lenda de que a técnica foi desenvolvida por Sakamoto Ryoma, um samurai revolucionário do século XIX, que aprendeu, de estrangeiros que habitavam em Nagasaki, a técnica européia de grelhar a carne.